# 花墟道明渠

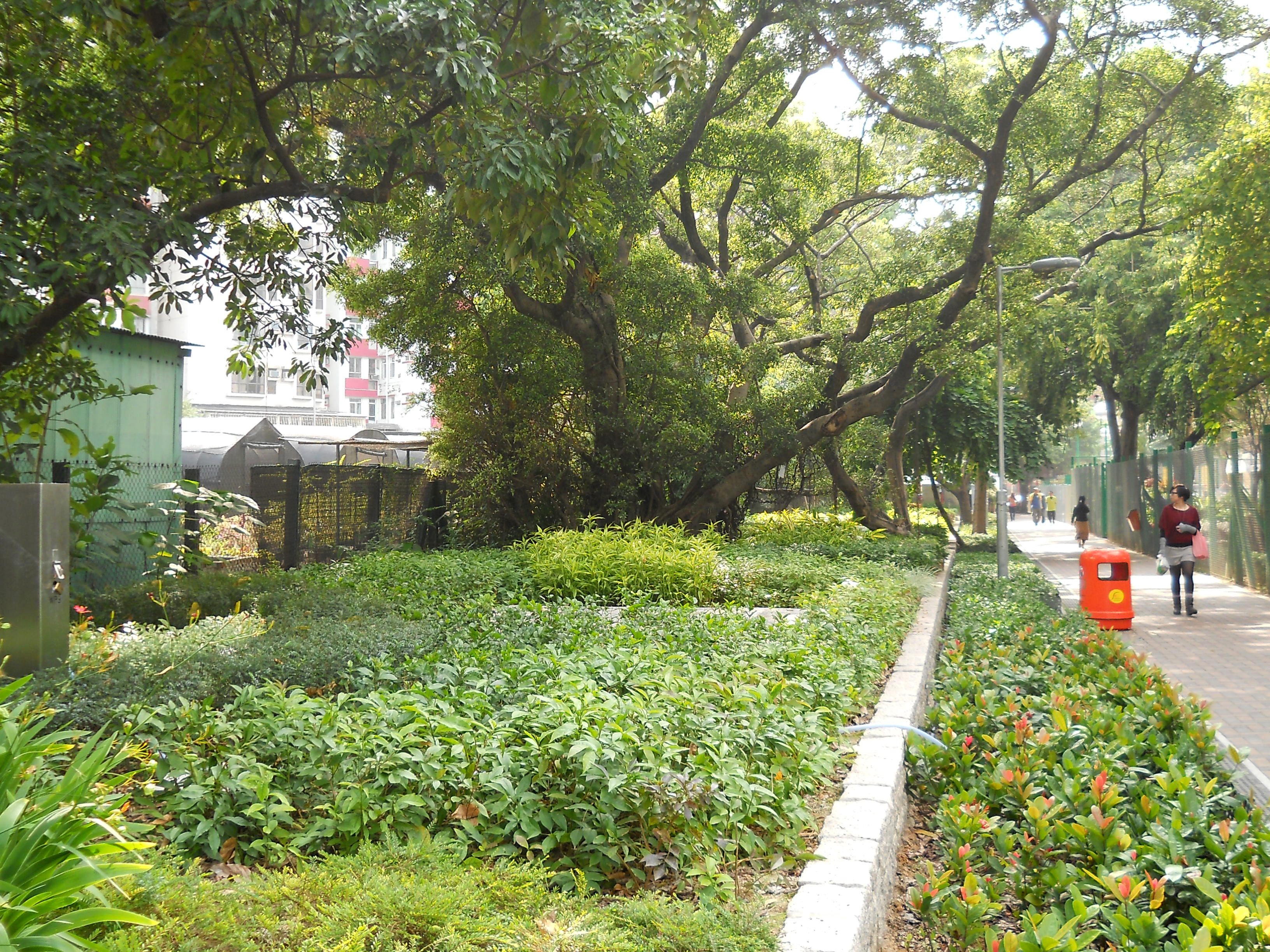
花墟道明渠已被覆蓋及綠化

花墟道明渠（英語：Flower Market Road Nullah）是香港一條已被覆蓋的明渠之一，位於旺角，由洗衣街與花墟道交界開始，沿花墟徑伸延，夾於旺角大球場及界限街運動場中間，至界限街。上承大坑東蓄洪池，下接水渠道，以至今天已覆蓋的旺角道明渠。
花墟道明渠長約210米，闊約6.6米，兩旁大約有130多棵樹，當中有兩棵名列康文署《古樹名木冊》。
由於附近食肆和店舖長期非法傾倒污水，所以有不少異味污染環境。

## 發展沿革
明渠位置古時本為河道，原本是用來收集雨水，再排放出海。不過過往十多年，附近食肆和店舖不斷將污水倒入路邊的坑渠口，更有大廈將污水渠接駁到雨水渠，污水從而流入明渠，視明渠為露天污水渠，嚴重污染環境。花墟道明渠因而發出臭味和對附近居民健康構成威脅，更有損市容及與附近環境不相容。
行政長官於2005年施政報告中宣布於未來十年覆蓋16段明渠；渠務署於2008年進行明渠覆蓋工程，在明渠加建支架，由支架承托大型鋁板用以全面覆蓋明渠，耗資9,400萬港元，由覆蓋明渠所得的土地會用以綠化環境和興建休憩設施，受工程影響而需要要作出砍伐的樹木只有3株，全部均非珍貴樹木。現時，明渠已經完全被覆蓋，成為了一個綠化園地。
雖然今天明渠已經完全被覆蓋，但從地圖仍不難看到──由界限街開始（甚至可沿大坑東道往上溯，沿路至今仍有渠道遺蹟），沿花墟道明渠、下接太子大樓東南角的斜角（太子道和洗衣街口）、水渠道、聖公會基榮小學和旺角機樓之間的後巷（可於弼街看到巷口）、興發樓西北角的斜角（弼街上海街口）、恆通大廈平台的東南斜角、旺角道遊樂場（原址為現已覆蓋的旺角道明渠）、旺角道遊樂場廣東道出口旁的三角形中電變電站、長旺道、周勝記商業大廈的東南斜角，最後到達櫻桃街（西九龍填海前該處為海邊）──沿上述路線看，會發覺剛好構成一條直線，呈現著過去地面水道遺留的痕跡。

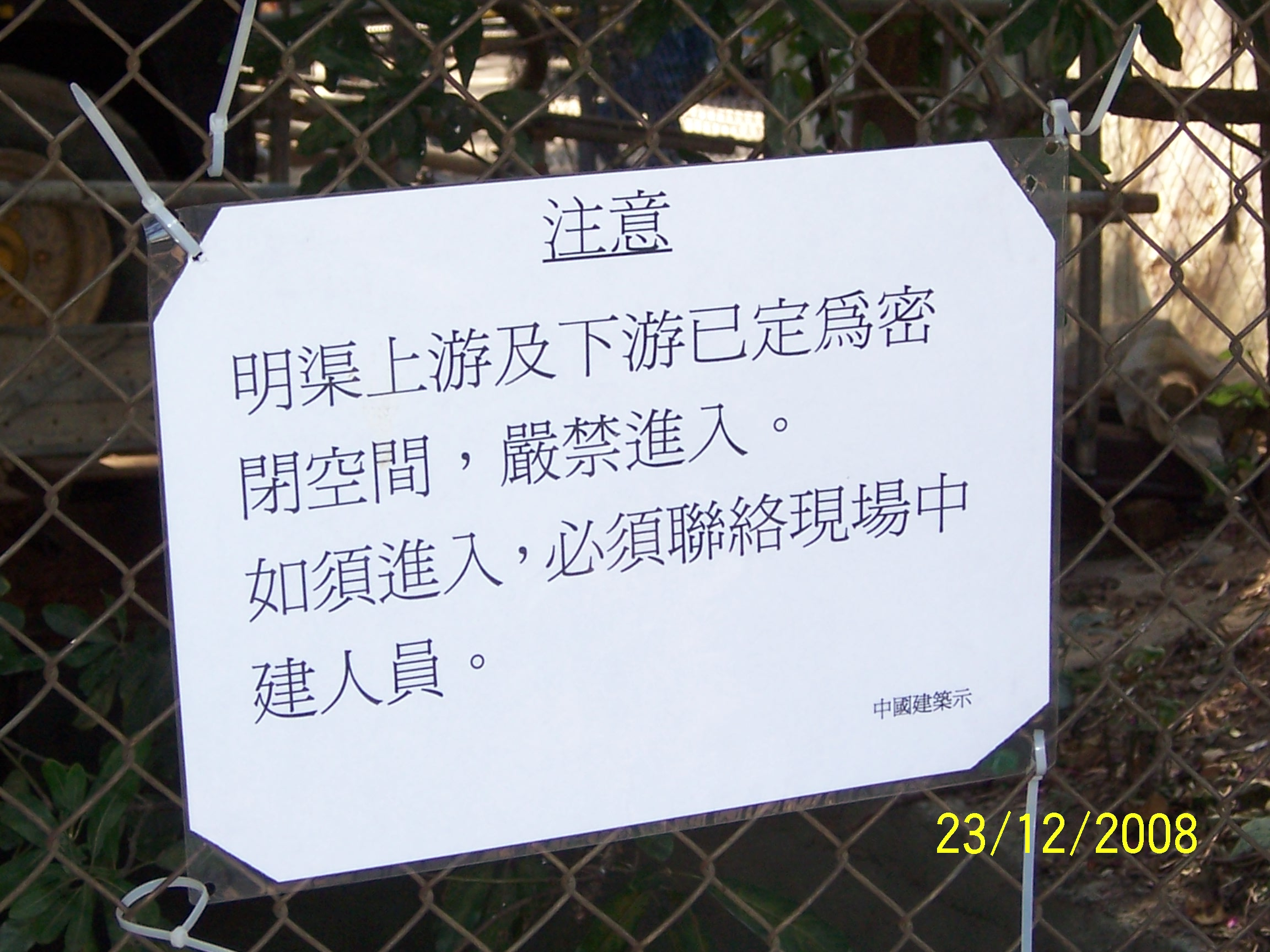
明渠覆蓋工程告示
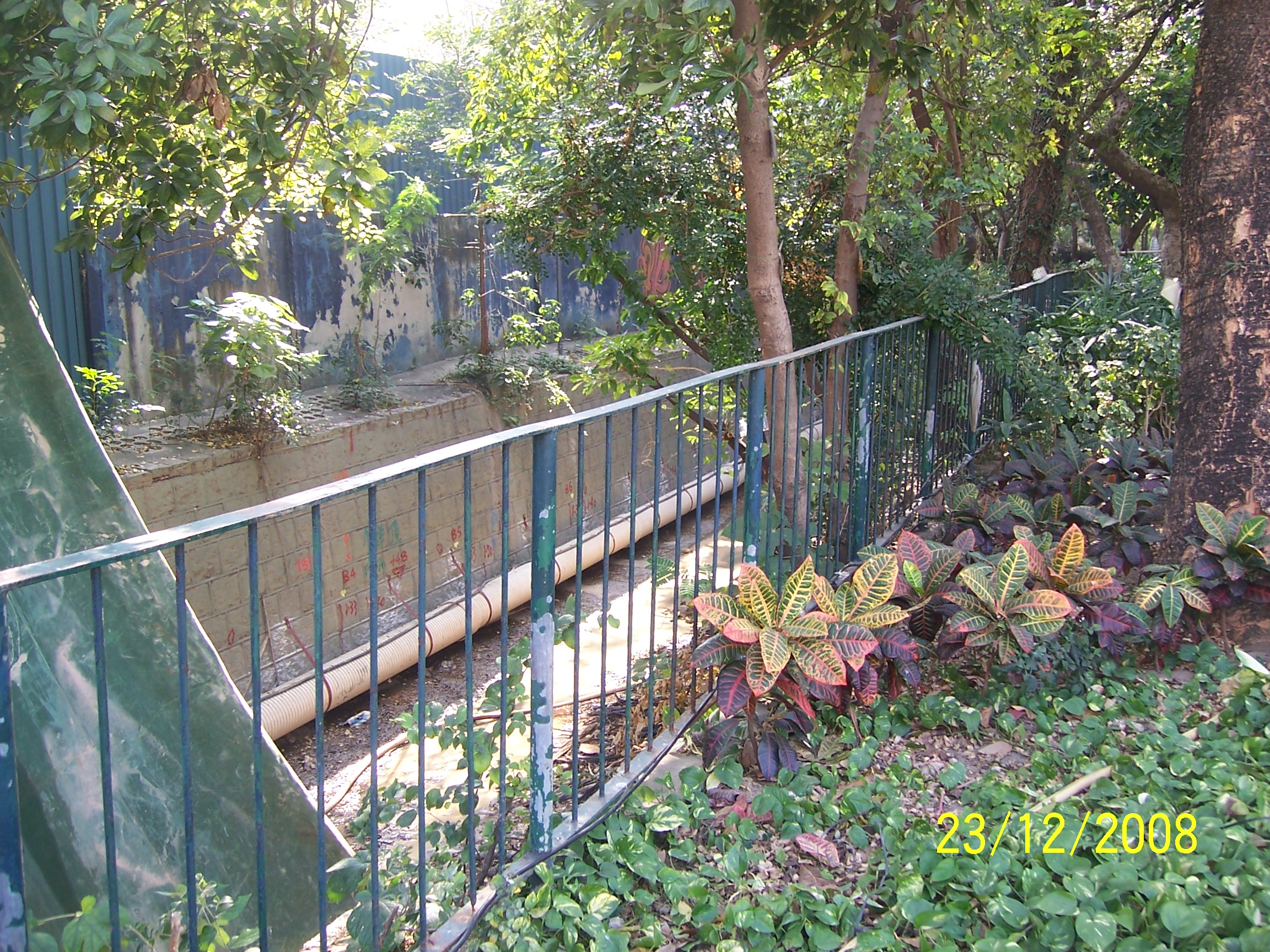
明渠覆蓋工程
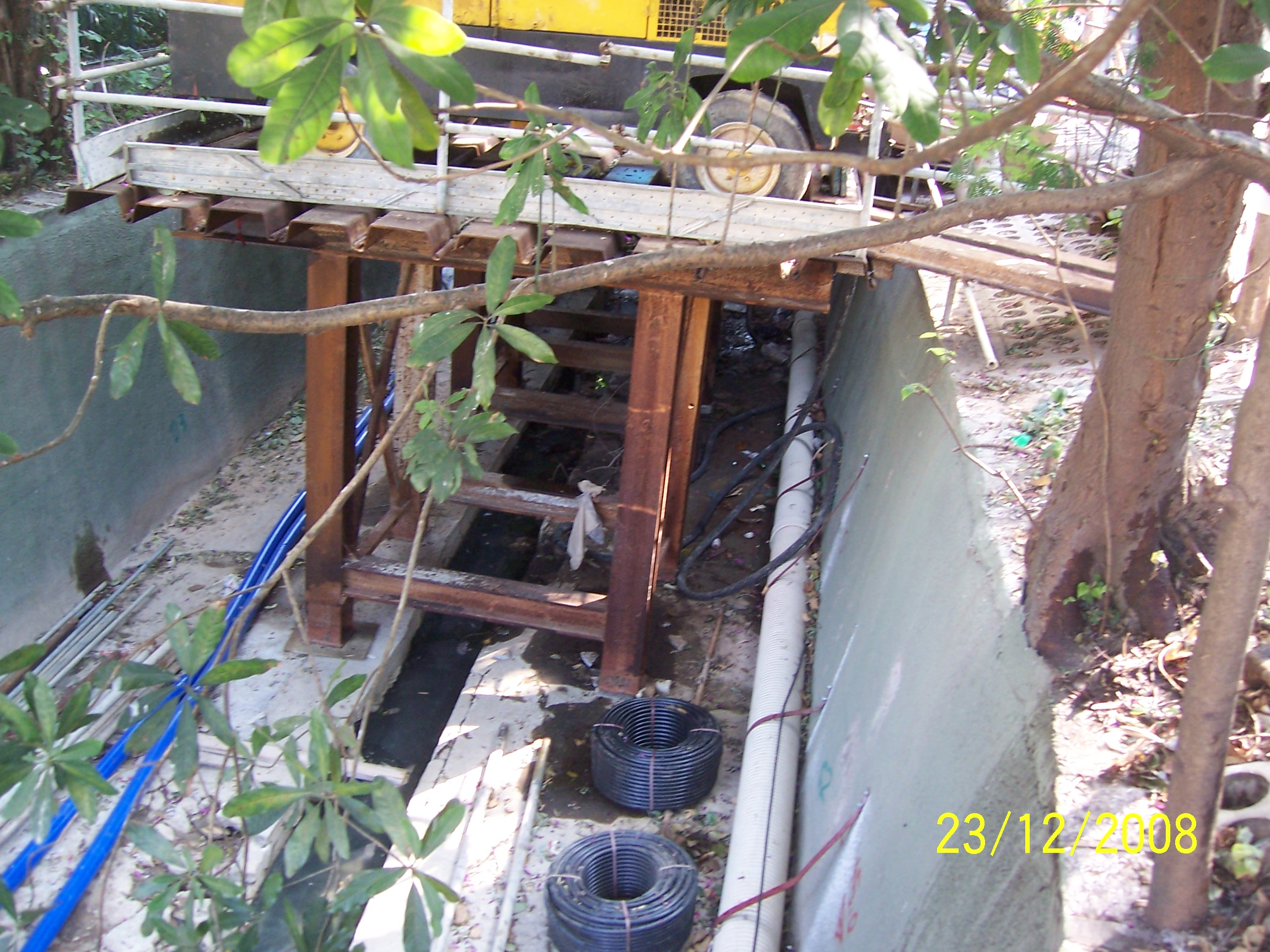
明渠覆蓋工程

## 石牆樹

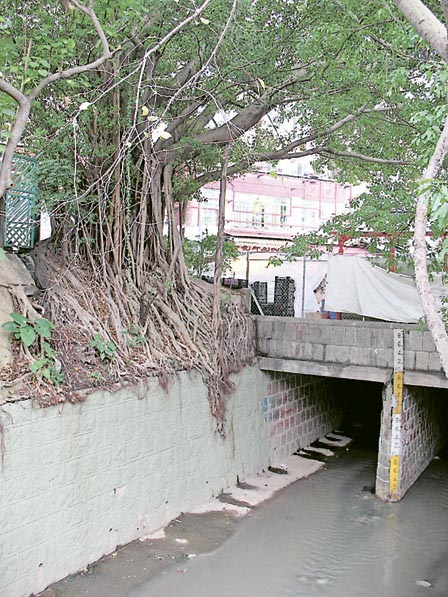
花墟道明渠口的旁邊矗立了一棵古樹細葉榕，大量氣根沿石牆伸下，汲取養分。

最有特色的是明渠兩邊有逾130棵牆樹，包括名列《古樹名木冊》的兩棵假菩提樹和細葉榕。所以當渠務署要進行明渠覆蓋工程時，要顧及周圍對牆樹的保育。

## 未來發展
油旺地區規劃研究建議將界限街至彌敦道的一段按啟德河的經驗恢復為河道公園；除了可建立親水文化，還可增加市區的水體，減低熱島效應。不過，後來市建局卻因其他理由拒絕實施，並以水景代替。

## 外部連結
- 立法會財務委員會：觀塘佐敦谷、青衣藍澄灣、旺角花墟道及深水埗東京街明渠覆蓋工程 （页面存档备份，存于）
- 花墟道明渠變身綠化地帶[永久]